# Hogye-dong, Anyang
Hogye-dong (호계동, 虎溪洞) là phường của quận Dongan trong thành phố Anyang, tỉnh Gyeonggi, Hàn Quốc. Nó chính thức được chia thành Hogye-1-dong, Hogye-2-dong và Hogye-3-dong.

## Liên kết
- Hogye-1-dong (tiếng Hàn)
- Hogye-2-dong (tiếng Hàn)
- Hogye-3-dong (tiếng Hàn)